# حي الطابيات
حي الطابيات هو أحد الأحياء القديمة في مدينة اللاذقية القسم الشرقي من الحي يعد منطقة شعبية ويتفرع منه عدة شوارع وأزقة أهمها مشروع الطابيات الحديث وحي القصور. يمتد حي الطابيات على طول 2 كم من منطقة الكورنيش الجنوبي وحتى حي السكنتوري، ويحيط به منطقة الصليبة والكورنيش الجنوبي. يعد حي الطابيات من أكثر الأحياء ارتفاعاً في المدينة بعد حي القلعة. يضم الحي جامع أبي الدرداء الذي يحتوي على ضريح الشيخ أبو الدرداء الأنصاري العائد إلى سنة 1073هـ - 1662م، ويعود الجامع نفسه إلى سنة 1385هـ - 1965م. كما يقع في الحي جامع الرحمن الذي يعد من أكبر مساجد مدينة اللاذقية، ويوجد فيه أيضاً مشفى الطابيات.

## التسمية
يعتقد أن التسمية جاءت من جمع كلمة طابية، التي تعني المكان المرتفع، وهناك مقولة أخرى تقول أن الطابيات كلمة تركية تعني باللغة العربية التلال.